# LA Galaxy 2010
Questa voce raccoglie le informazioni riguardanti il LA Galaxy nelle competizioni ufficiali della stagione 2010.

## Stagione
Grazie ad una prima parte di stagione in cui perde solo una partita sulle prime quindici, termina al primo posto nella stagione regolare conquistando così il terzo Supporters' Shield della propria storia. Dopo aver battuto il Seattle Sounders in semifinale di conference, cede il passo al FC Dallas perdendo nettamente 3-0. Tra giugno ed agosto termina anzitempo la corsa alle due competizioni a cui partecipa: nella U.S Open Cup viene eliminata ai quarti di finale dai Sounders per 2-0, mentre in Champions League si ferma al primo turno in cui viene battuta all'andata dal P.R. Islanders per 1-4, vincendo invece il match di ritorno per 2-1, risultato però non utile per la rimonta necessaria.

## Organico
Di seguito la rosa aggiornata al 10 agosto 2010.

### Rosa 2010
| N. |                              | Ruolo | Calciatore                |
| -- | ---------------------------- | ----- | ------------------------- |
| 1  | Giamaica (bandiera)          | P     | Donovan Ricketts          |
| 2  | Stati Uniti (bandiera)       | D     | Todd Dunivant             |
| 4  | Stati Uniti (bandiera)       | D     | Omar Gonzalez             |
| 5  | Trinidad e Tobago (bandiera) | D     | Yohance Marshall          |
| 6  | Stati Uniti (bandiera)       | C     | Eddie Lewis               |
| 7  | Stati Uniti (bandiera)       | C     | Chris Klein               |
| 8  | Ucraina (bandiera)           | C     | Dema Kovalenko            |
| 10 | Stati Uniti (bandiera)       | C     | Landon Donovan (capitano) |
| 11 | Trinidad e Tobago (bandiera) | C     | Chris Birchall            |
| 12 | Stati Uniti (bandiera)       | P     | Josh Saunders             |
| 14 | Stati Uniti (bandiera)       | A     | Edson Buddle              |
| 16 | Stati Uniti (bandiera)       | D     | Gregg Berhalter           |

| N. |                        | Ruolo | Calciatore       |
| -- | ---------------------- | ----- | ---------------- |
| 17 | Stati Uniti (bandiera) | A     | Tristan Bowen    |
| 18 | Stati Uniti (bandiera) | C     | Mike Magee       |
| 19 | Brasile (bandiera)     | C     | Juninho          |
| 20 | Stati Uniti (bandiera) | D     | A. J. DeLaGarza  |
| 22 | Brasile (bandiera)     | D     | Leonardo         |
| 23 | Inghilterra (bandiera) | C     | David Beckham    |
| 24 | Stati Uniti (bandiera) | P     | Bryan Perk       |
| 26 | Stati Uniti (bandiera) | C     | Michael Stephens |
| 27 | Stati Uniti (bandiera) | C     | Bryan Jordan     |
| 28 | Stati Uniti (bandiera) | D     | Sean Franklin    |
| 88 | Brasile (bandiera)     | D     | Alex Cazumba     |